# Leichtathletik-Europameisterschaften 1990/5000 m der Männer

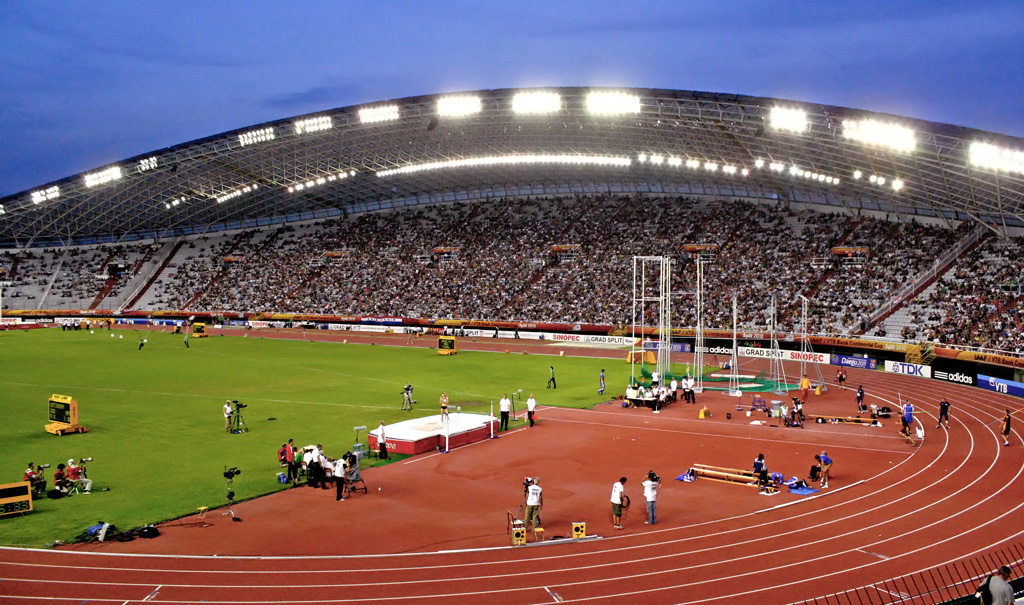
Das Stadion Poljud von Split im Jahr 2010

Der 5000-Meter-Lauf der Männer bei den Leichtathletik-Europameisterschaften 1990 wurde am 30. August und 1. September 1990 im Stadion Poljud in Split ausgetragen.
Europameister wurde der Italiener Salvatore Antibo, der hier fünf Tage zuvor über 10.000 Meter den Titel gewonnen hatte. Er war auf dieser längeren Distanz 1986 EM-Dritter und 1988 Olympiazweiter geworden. Rang zwei belegte der Brite Gary Staines. Bronze ging an den Polen Sławomir Majusiak.

## Bestehende Rekorde
| Weltrekord           | 12:58,39 min | Saïd Aouita     | Rom, Italien                 | 22. Juli 1987   |
| Europarekord         | 13:00,41 min | David Moorcroft | Oslo, Norwegen               | 7. Juli 1982    |
| Meisterschaftsrekord | 13:10,15 min | Jack Buckner    | EM Stuttgart, BR Deutschland | 31. August 1986 |

Die drei 5000-Meter-Rennen hier in Split wurden bei nicht allzu hohem Tempo gelaufen und waren auf eine Spurtentscheidung ausgerichtet. So wurde der bestehende EM-Rekord nicht erreicht. Die schnellste Zeit erzielte der italienische Europameister Salvatore Antibo im Finale mit 13:22,00 min, womit er 11,85 s über dem Rekord blieb. Zum Europarekord fehlten ihm 21,59 s, zum Weltrekord 23,61 s.

## Vorrunde
30. August 1990
Die Vorrunde wurde in zwei Läufen durchgeführt. Die ersten fünf Athleten pro Lauf – hellblau unterlegt – sowie die darüber hinaus fünf zeitschnellsten Läufer – hellgrün unterlegt – qualifizierten sich für das Finale. Der zweite Vorlauf war deutlich schneller als der erste, was dazu führte, dass alle Teilnehmer, die den Endlauf über die Zeit erreichten, aus diesem zweiten Vorlauf kamen.

### Vorlauf 1

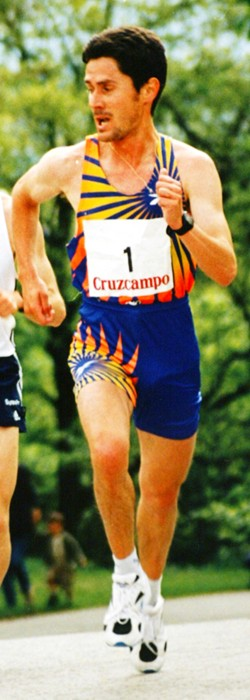
Martín Fiz erreichte in seinem Vorlauf nicht das Ziel – später war er v. a. als Marathonläufer erfolgreich

| Platz | Name              | Nation         | Zeit (min) |
| ----- | ----------------- | -------------- | ---------- |
| 1     | Sławomir Majusiak | Polen          | 13:40,12   |
| 2     | Salvatore Antibo  | Italien        | 13:40,14   |
| 3     | Risto Ulmala      | Finnland       | 13:41,81   |
| 4     | lan Hamer         | Großbritannien | 13:42,46   |
| 5     | Marcus O’Sullivan | Irland         | 13:45,74   |
| 6     | Michail Dasko     | Sowjetunion    | 13:47,04   |
| 7     | Thierry Pantel    | Frankreich     | 13:48,80   |
| 8     | Vincent Rousseau  | Belgien        | 13:53,90   |
| 9     | António Leitão    | Portugal       | 13:54,38   |
| 10    | Renato Gotti      | Italien        | 14:05,30   |
| 11    | Pascal Thiébaut   | Frankreich     | 14:07,13   |
| 12    | Steffen Brand     | BR Deutschland | 14:12,84   |
| 13    | Marcel Versteeg   | Niederlande    | 14:22,42   |
| 14    | Gerald De Gaetano | Malta          | 14:39,00   |
| 15    | Are Nakkim        | Norwegen       | 14:42,16   |
| DNF   | Martín Fiz        | Spanien        |            |
| DNF   | Romeo Živko       | Jugoslawien    |            |

### Vorlauf 2
| Platz | Name              | Nation         | Zeit (min) |
| ----- | ----------------- | -------------- | ---------- |
| 1     | Gary Staines      | Großbritannien | 13:29,00   |
| 2     | Dionísio Castro   | Portugal       | 13:29,03   |
| 3     | Arnold Mächler    | Schweiz        | 13:29,09   |
| 4     | Carlos Monteiro   | Portugal       | 13:29,16   |
| 5     | Stefano Mei       | Italien        | 13:29,49   |
| 6     | Cyrille Laventure | Frankreich     | 13:29,58   |
| 7     | Eamonn Martin     | Großbritannien | 13:29,62   |
| 8     | Jonny Danielson   | Schweden       | 13:29,65   |
| 9     | Abel Antón        | Spanien        | 13:29,81   |
| 10    | Harri Hänninen    | Finnland       | 13:30,05   |
| 11    | John Halvorsen    | Norwegen       | 13:35,58   |
| 12    | Ewgeni Ignatow    | Bulgarien      | 13:37,51   |
| 13    | Antonio Serrano   | Spanien        | 13:42,03   |
| 14    | Zeki Öztürk       | Türkei         | 13:44,55   |
| 15    | Frank O’Hara      | Irland         | 13:59,44   |

## Finale

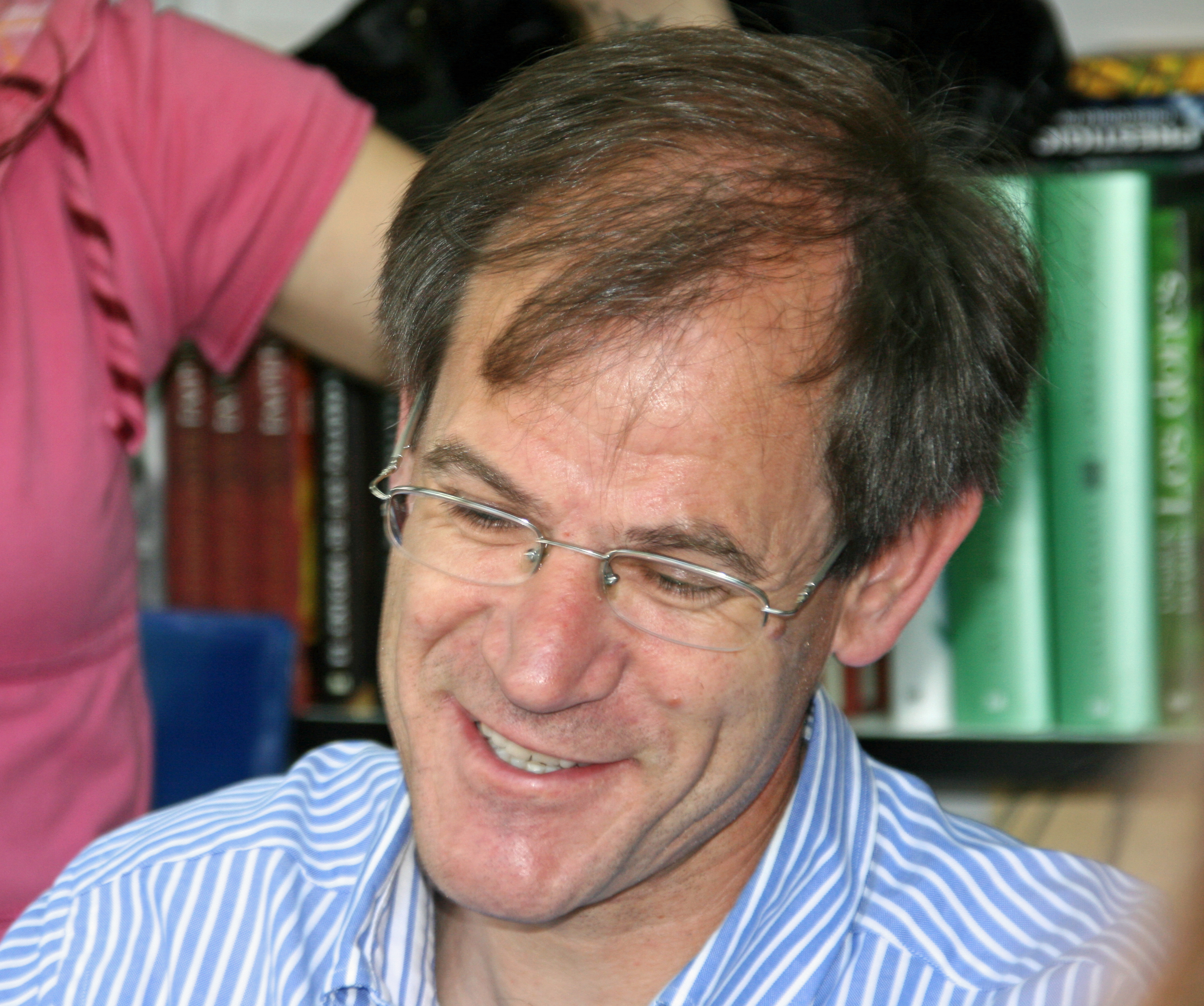
Abel Antón (hier im Jahr 2008) belegte Rang elf – 1994 wurde er Europameister über 10.000 Meter, 1997 und 1999 Weltmeister im Marathonlauf

1. September 1990
| Platz | Name              | Nation         | Zeit (min) |
| ----- | ----------------- | -------------- | ---------- |
| 1     | Salvatore Antibo  | Italien        | 13:22,00   |
| 2     | Gary Staines      | Großbritannien | 13:22,45   |
| 3     | Sławomir Majusiak | Polen          | 13:22,92   |
| 4     | Dionísio Castro   | Portugal       | 13:23,99   |
| 5     | Jonny Danielson   | Schweden       | 13:24,16   |
| 6     | Risto Ulmala      | Finnland       | 13:25,08   |
| 7     | Stefano Mei       | Italien        | 13:27,13   |
| 8     | Harri Hänninen    | Finnland       | 13:24,16   |
| 9     | Cyrille Laventure | Frankreich     | 13:28,25   |
| 10    | Carlos Monteiro   | Portugal       | 13:30,19   |
| 11    | Abel Antón        | Spanien        | 13:31,27   |
| 12    | lan Hamer         | Großbritannien | 13:32,61   |
| 13    | Eamonn Martin     | Großbritannien | 13:34,62   |
| 14    | Arnold Mächler    | Schweiz        | 13:35,01   |
| DNF   | Marcus O’Sullivan | Irland         |            |

## Videolinks
- 1990 European Athletics Championships Men's 5000m final, www.youtube.com, abgerufen am 21. Dezember 2022
- Men's 5000m Final European Champs in Split 1990, www.youtube.com, abgerufen am 21. Dezember 2022